# ناحیه حربنفسه
ناحیه حربنفسه (به عربی: ناحیة حربنفسه) یک ناحیه در سوریه است که در منطقه حماه واقع شده‌است. ناحیه حربنفسه ۵۴٬۵۹۲ نفر جمعیت دارد.